# Burlinské jezero
Burlinské jezero (rusky Бурлинское озеро) je jezero v Kulundské stepi v Altajském kraji v Rusku. Nachází se 20 km severozápadně od Slavgorodu. Má rozlohu 31,3 km² a průměrnou hloubku 1,65 m.
Z jezera se těží sůl, kterou z místa těžby vozí vlakem jezdícím po kolejích položených na dně. Barva vody je většinu roku šedomodrá. Při dostatečném ohřátí se namnoží korýš žábronožka solná a způsobí přebarvení vody na růžovou. K tomuto jevu dochází každé léto.

## Vlastnosti vody
Jezero je bezodtoké a hořkoslané. Těží se na něm kuchyňská sůl.